# 八幡山ロープウェー

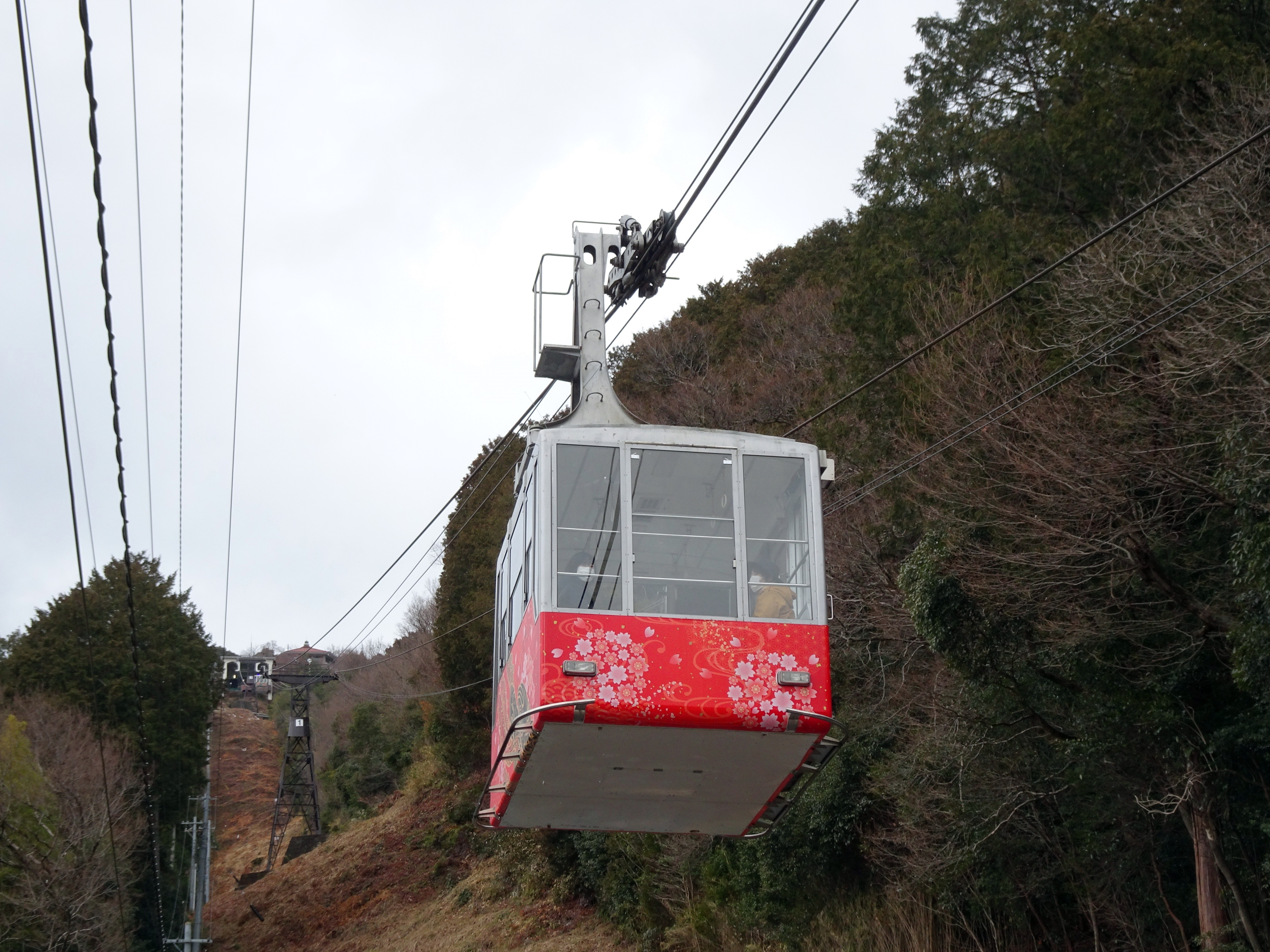
八幡山ロープウェー「さくら」

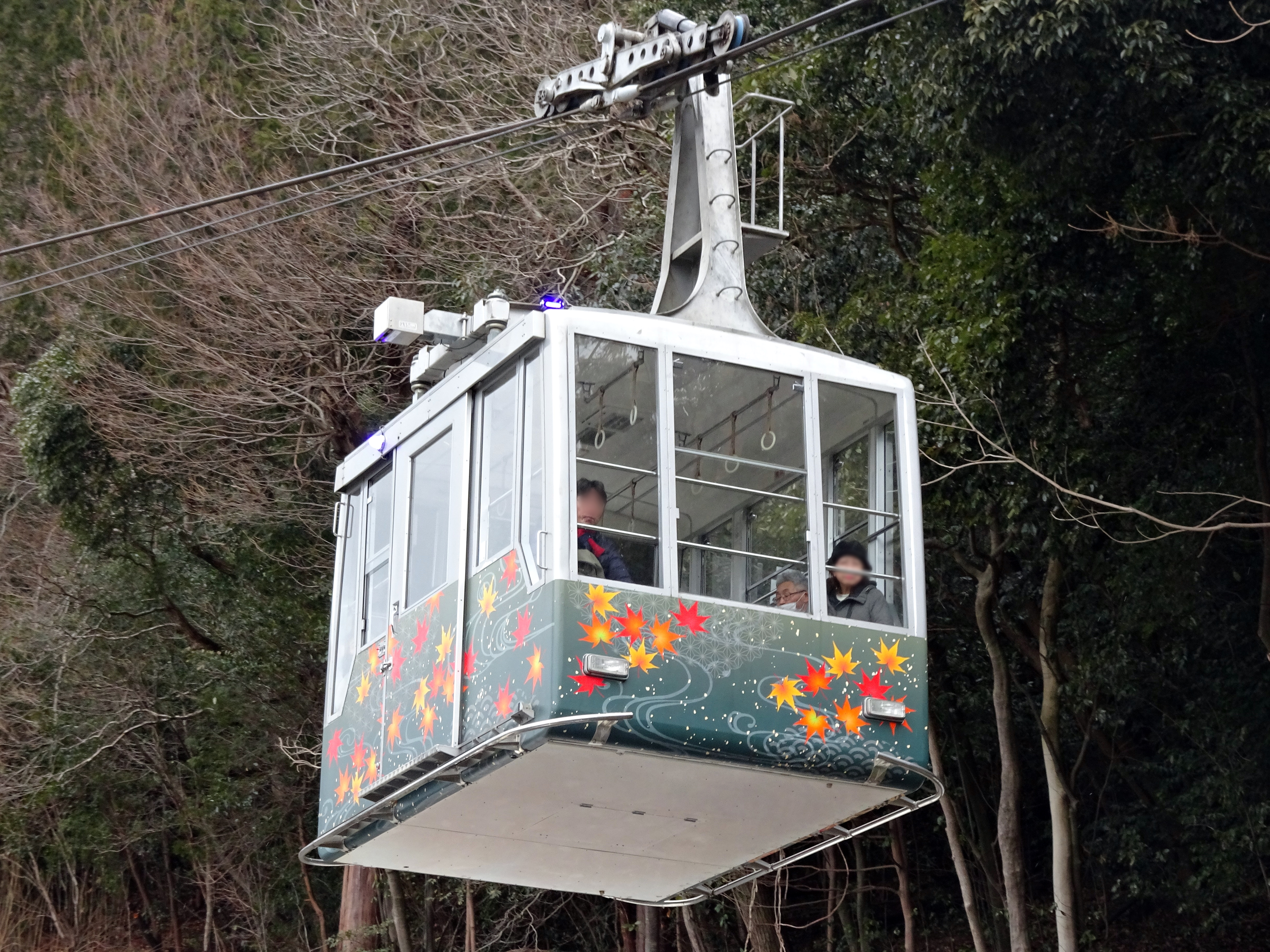
八幡山ロープウェー「もみじ」

八幡山ロープウェー（はちまんやまロープウェー）は、滋賀県近江八幡市の公園前駅から同市の八幡城址駅までを結ぶ近江鉄道の索道（ロープウェイ）である。
近江八幡市にある鶴翼山（通称：八幡山）山頂の八幡山城跡や瑞龍寺への観光客・参詣客の輸送を担っている。また、ロープウェイは恋人の聖地サテライトとしての認定を受けている。
山頂駅にはかつてBIWA WAVEの送信所があった。

## 歴史
- 1961年（昭和36年） - 瑞龍寺が山頂に移築。
- 1962年（昭和37年）11月23日 - 運行開始[3][4]。
- 2005年（平成17年） - 搬器をリニューアル[3]。
- 2015年（平成27年）8月17日 - 交通系電子マネー利用開始[5]。

## 路線データ・駅一覧
公園前駅（山麓駅） - 八幡城址駅（山頂駅）
- 全長：543メートル[3]
  - 国土交通省への届出では全長（キロ程）を545メートルとしている[4]。
- 高低差：157メートル[3]
- 走行方式：3線交走式[3]
- 定員：25人[3]
- 搬器：2基(さくら号、もみじ号：大阪車輌工業製[3])
- 運転時分：4分（混雑時の場合は、高速運転で2分）[3]
- 駅数：2駅

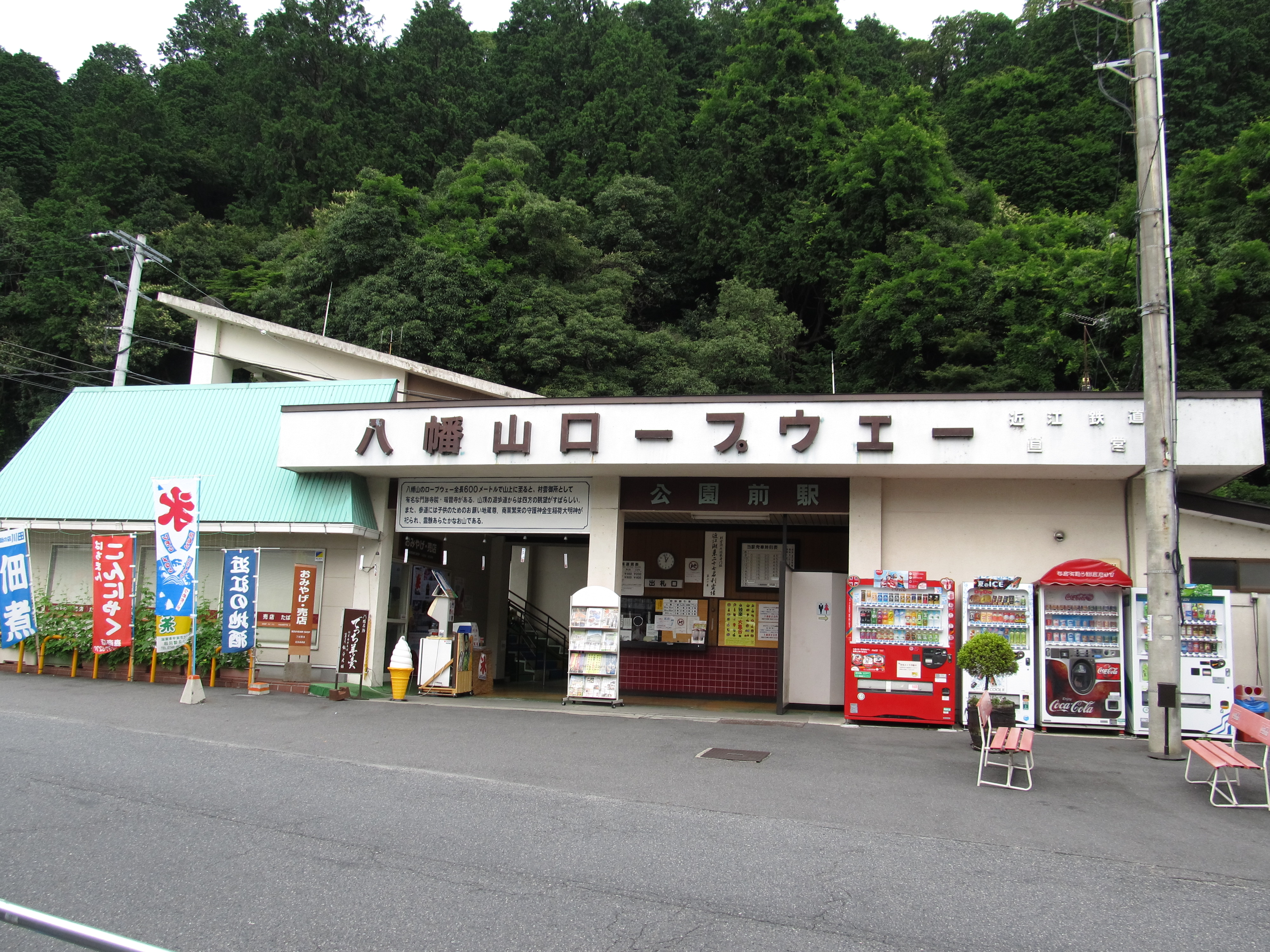
公園前駅(改装前)
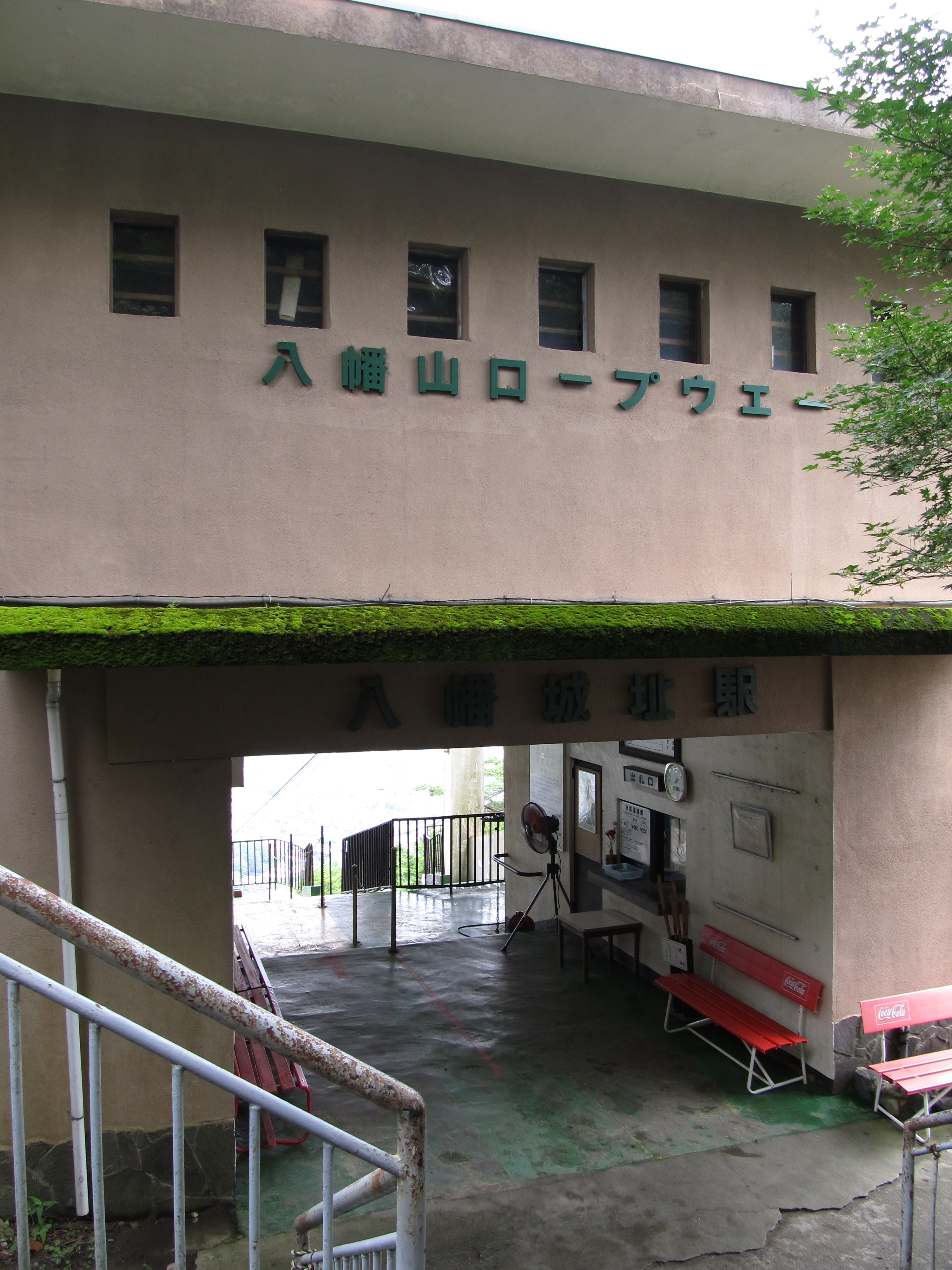
八幡城址駅
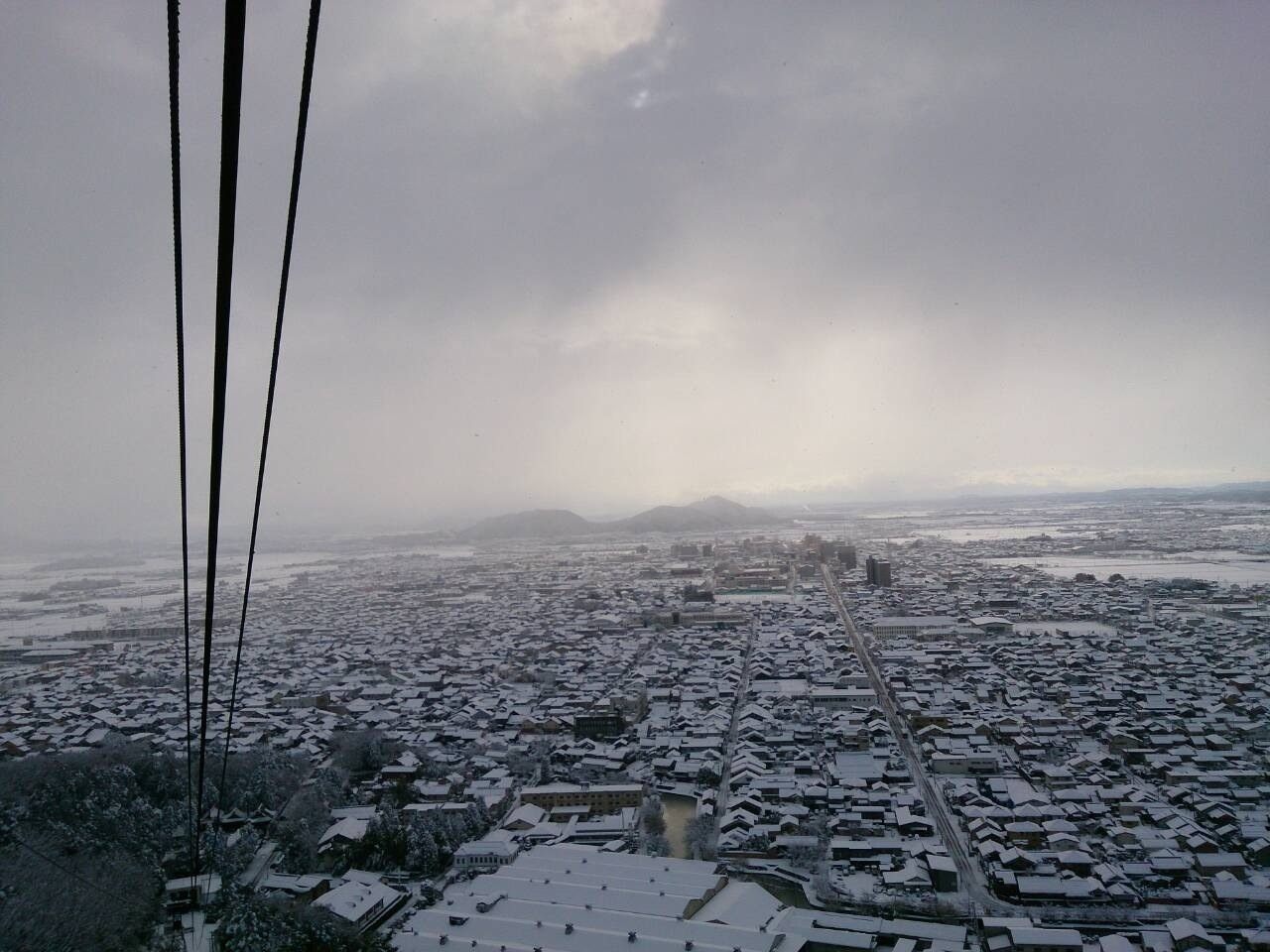
ロープウェーからの景色（冬）
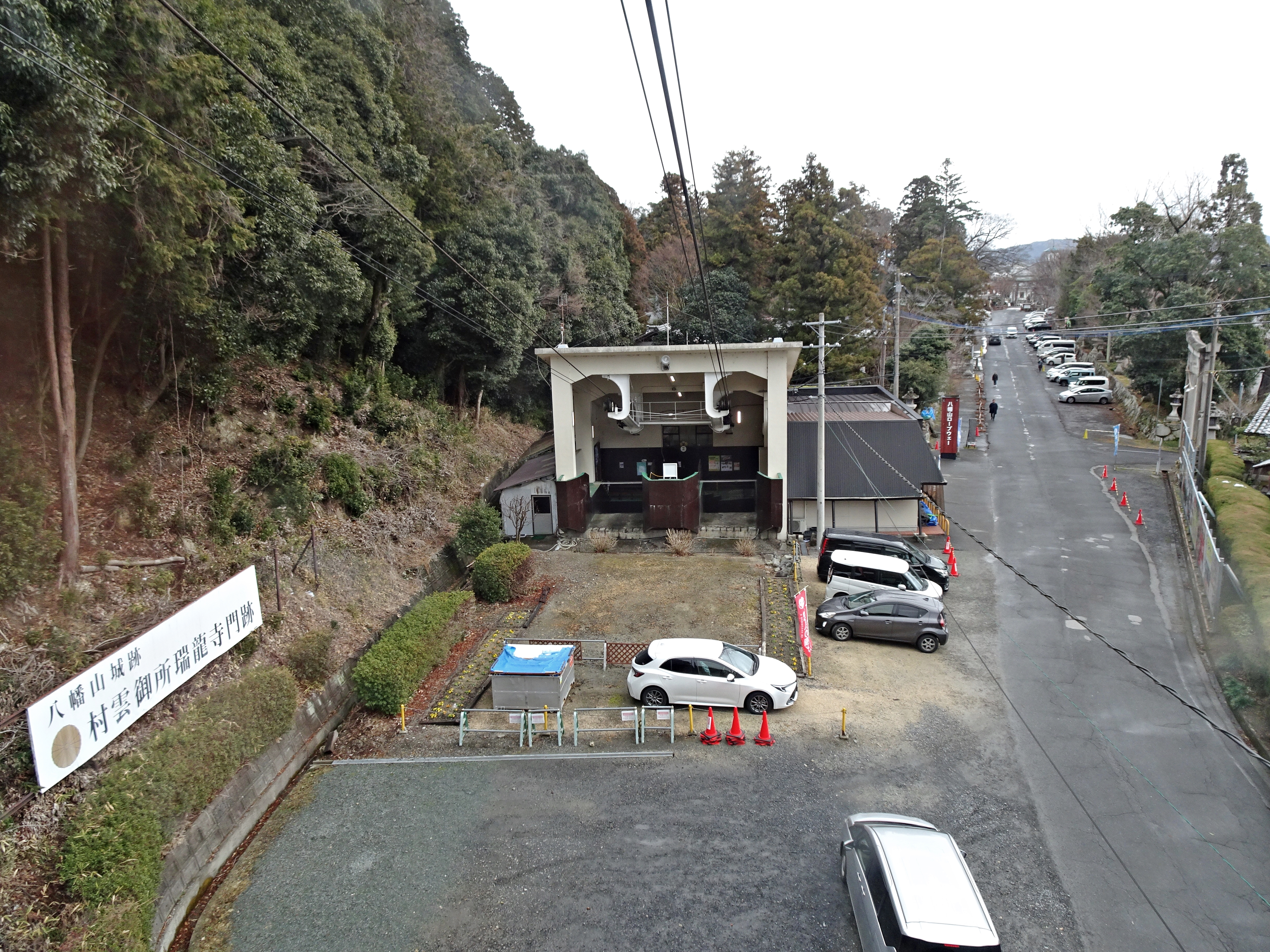
搬器内から公園前駅を撮影

## 営業時間・運賃

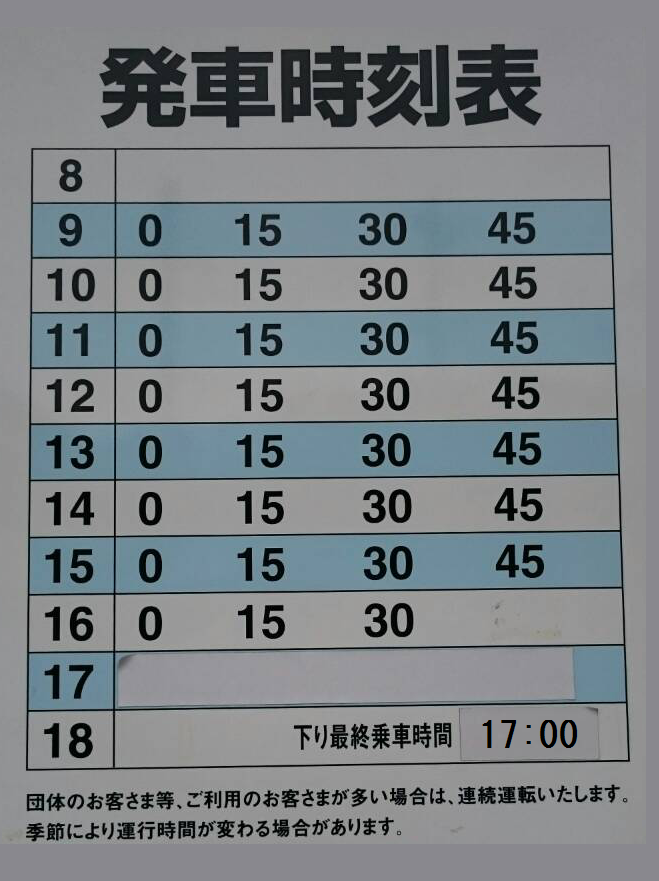
八幡山ロープウェーの時刻表

### 営業時間
- 年中無休[3]（9:00から17:00まで）
  - 上り最終16:30、下り最終17:00（ただし、夜間特別営業時の場合は延長営業）
- 毎時15分間隔で運行。
- 団体または多客の場合（16人以上）は連続運転。

### 運賃
運賃
- おとな（中学生以上）：片道540円、往復950円
- こども（6歳 - 12歳）：片道270円、往復480円
  - ロープウェイ専用の一日乗車券は販売していないが、近江鉄道の「お〜み満喫パス」では購入日当日に限り1往復乗車できる。

対象となるキャッシュレス決済
いずれも2024年1月時点。
- クレジットカード（VISA・JCB・マスターカード・アメリカン・エキスプレス・ディスカバーカード）
- 交通系ICカード（PiTaPaを除く）
- 楽天Edy
- WAON
- nanaco
- iD
- QUICPay
- PayPay
- LINE Pay

## アクセス
自動車
- 名神高速道路竜王ICより12km、八日市ICより16km、彦根ICより26km。

交通機関
- JR東海道本線（琵琶湖線）および近江鉄道八日市線（万葉あかね線）近江八幡駅から近江鉄道バス（長命寺行き）で八幡堀（大杉町）八幡山ロープウェー口停留所下車、徒歩5分。

## 駅周辺

### 公園前駅
- 八幡堀
- 日牟禮八幡宮
- かわらミュージアム

### 八幡城址駅
- 八幡山城跡[3]
- 瑞龍寺
- 展望資料館